# Azzolino della Ciaja
Azzolino Bernardino della Ciaja est un organiste, claveciniste et compositeur italien né à Sienne le 21 mai 1671 et mort à Pise le 15 janvier 1755.

## Biographie
Azzolino della Ciaja est issu d'une famille aisée, membre de l'Ordre des Chevaliers de Saint Étienne. Il reçoit sa formation musicale au sein de cet ordre, pour lequel il travaille ensuite comme musicien.
On ne connaît pas tous les détails de sa vie. On sait qu'il a vécu à Pise de 1704 à 1713, période pendant laquelle il entretient des liens avec la ville de Florence en participant à la composition collective de plusieurs oratorios : en 1703 son nom figure parmi ceux des quatorze auteurs de l'oratorio Les Triomphes de Josué, et vers 1710 il participe à la composition d'un autre oratorio, Josué Gabaon. Après 1713, on le retrouve à Rome jusqu'en 1730, puis il est à nouveau à Pise, où il meurt.
Il est expert en facture d'orgue, instrument pour lequel il écrit quelques pièces (ricercari et autres pièces de contrepoint). À Pise, il travaille à la construction d'un orgue à cinq claviers — dont un réservé au psaltérion — et plus de soixante registres.
Sa contribution au répertoire du clavecin le place au tout premier rang en matière d'originalité. Six sonates publiées à Rome (sans date, mais probablement 1727, comme l'indique une copie ultérieure) se signalent par une modernité d'écriture analogue à celle de Domenico Scarlatti, mais nettement supérieure à l'ensemble de la production italienne de clavecin de l'époque, comme le soutient Torrefranca, qui qualifie volontiers ces sonates comme douées d'« impressionnisme rythmique ».
Elles sont constituées de 4 mouvements, dont les deux premiers sont toujours une toccata et une canzone, suivies de pièces diverses et de coupe binaire. Il utilise tous les procédés d'écriture possibles, allant d'un contrepoint strict et classique à la fantaisie la plus débridée, multipliant les traits de virtuosité, les syncopes, les ruptures rythmiques, les audaces harmoniques avec de multiples chromatismes et dissonances, et des modulations inattendues. Il écrit un des tout premiers glissandos de l'histoire de la musique baroque.

## Discographie
- 6 sonates pour clavecin, op. 4 - Martin Derungs (de), clavecin (1990, Accord) (OCLC 658633834)
- Six sonates pour clavecin, op. 4 - Attilio Cremonesi, clavecin Gianfranco Sacchini 1992 (avril 1996, Pan Classics PC 10114) (OCLC 605128883)
- L'Œuvre pour clavier – Mara Fanelli, clavecin ; Olimpio Medori, orgue de l'église paroissiale de S. Maria Assunta, Gavinana (it), Pistola ; Paolo Fanciullacci, ténor (novembre 2011, Tactus) (OCLC 1008971731)